# 130-мм корабельна гармата зразка 1935 року (Б-13)
130-мм корабельна гармата зразка 1935 року (Б-13) (рос. 130-мм корабельная пушка образца 1935 года (Б-13) — радянська універсальна корабельна гармата періоду Другої світової війни. Розроблена на початку 1930-х років на основі 130-мм гармати зразка 1913 року часів царату, артилерійська система Б-13 була прийнята на озброєння РСЧФ і стала основним корабельним озброєнням радянських лідерів, ескадрених міноносців, канонерських човнів, а також деяких міноносців СРСР.

## Історія
Наприкінці 1920-х років Управлінням озброєнь морських сил (УВМС) заводу «Більшовик» отримало завдання на проєктування нової 130-мм артилерійської установки, що отримала індекс Б-13. За основу була взята російська 130-мм гармата зразка 1913 року. У листопаді 1929 року був представлений ескізний проект, згідно з яким було зменшено довжину ствола установки до 45 калібрів.
Проєкт був схвалений, але УВМС було доручено внести зміни до конструкції з метою збільшення швидкострільності з 12 пострілів на хвилину до 14.
Доопрацювання проєкту (виготовлення дослідного зразка та його креслень) планувалося завершити до початку березня 1932 року.
27 лютого 1932 року було затверджено програму артилерійського озброєння морських сил РСЧА, у якій визначалося встановлення на підводні човни 130/45-мм гармат з кутом піднесення до +30° і до +45° — на надводні кораблі. Завод «Більшовик» отримав додаткове тактико-технічне завдання УВМС на збільшення довжини ствола до 50 калібрів. Це зумовлено наступним: по-перше, за фактом 130-мм установка виявилася занадто важкою для встановлення її на підводні човни типу «Правда», було прийнято рішення обмежиться 100-мм гарматою. До того ж і конструкція самого човна була визнана невдалою. По-друге, було вирішено знизити тиск у каналі ствола шляхом його подовження (при жорстко заданій вазі снаряда та початковій швидкості). У результаті були замінені електричні приводи наведення на ручні, напівавтоматичний клиновий затвор на поршневу систему «Віккерс», а гільзове заряджання — на картузне.
У грудні 1935 року попри деякі недоробки установку Б-13 офіційно прийняли на озброєння. На початку 1941 року на кораблях і у берегових батареях налічувалося 378 гармат Б-13. Крім того, на озброєнні залишалося 108 гармат зразка 1913 року.
За роки Другої світової війни 130-мм гармати Б-13 стали найпоширенішими морськими гарматами середнього калібру. Ними були озброєні всі лідери та есмінці радянської споруди до 1945 року, низка канонерських човнів та деякі мінні загороджувачі, а також більшість берегових батарей. Гармати Б-13 використовувалися також як озброєння бронепоїздів та залізничних батарей.
1954 року Б-13 було знято з озброєння радянського ВМФ. За цей час їх було виготовлено 885 одиниць. Система берегової оборони СРСР після війни складалася переважно з Б-13. У 1955 році Китаю було передано чотири есмінці проєкту 7, на яких було встановлено 130-мм установки Б-13, які прослужили ще 35 років. На середину 80-х на складах і озброєнні ВМФ СРСР було понад 600 одиниць Б-13.

## Кораблі, озброєні 130-мм корабельною гарматою Б-13
| - Ескадрені міноносці типу 7 - Ескадрені міноносці типу 7-У - Ташкент (лідер ескадрених міноносців) - Лідери ескадрених міноносців проєкту 1 - Лідери ескадрених міноносців проєкту 38 - «Опитний» |

## Зброя схожа за ТТХ та часом застосування
- 133-мм корабельна гармата QF 5.25 inch Mark I
- 120-мм корабельна гармата QF Mark IX & XII
- 114-мм корабельна гармата QF 4.5-inch Mk I — V
- 127-мм корабельна гармата SKC/34
- 130-мм корабельна гармата OTO/Ansaldo Mod. 1937/1938
- 130-мм зенітна гармата КС-30
- 130-мм артилерійська установка Б-2ЛМ
- 130-мм корабельна гармата Modèle 1919
- 138,6-мм корабельна гармата Modèle 1923
- 130-мм корабельна гармата Modèle 1924
- 130-мм корабельна гармата Modèle 1932/1935
- 127-мм корабельна гармата Mark 12 5"/38
- 127-мм корабельна гармата 5"/51
- 127-мм корабельна гармата Mark 16 5"/54
- 127-мм корабельна гармата Type 3